# Chrysoprasis tybyra
Chrysoprasis tybyra là một loài bọ cánh cứng trong họ Cerambycidae.